# Big Time Rush
Big Time Rush es una serie de televisión estadounidense estrenada el 28 de noviembre de 2009 por la cadena Nickelodeon. Fue creada por el productor ejecutivo y guionista Scott Fellows. El argumento de la serie se centra en las aventuras diarias de cuatro jugadores de hockey de Minnesota: Kendall Knight, James Diamond, Carlos García y Logan Mitchell, cuyas vidas ordinarias cambian luego de haber sido seleccionados para formar una banda de chicos.
La serie se convirtió rápidamente en uno de los programas más vistos y queridos en toda Latinoamérica, incluso en España y Estados Unidos, tanto así fue el impacto que hasta la fecha, tanto la serie como la banda han tenido la misma alta recepción que tuvo desde sus inicios.
El episodio piloto, Big Time Audition, fue estrenado el 28 de noviembre de 2009 con una audiencia total de 3.5 millones de televidentes, mientras que el episodio debut fue estrenado el 18 de enero de 2010 con 6.8 millones de espectadores, convirtiéndose así en la serie de imagen real de mayor audiencia de Nickelodeon.
La segunda temporada se estrenó el 25 de septiembre de 2010 con veintinueve episodios. El 24 de mayo de 2011, la serie fue renovada para una tercera temporada con la producción programada para comenzar en enero de 2012. La tercera temporada se estrenó el 12 de mayo de 2012. 
El 10 de marzo de 2012, se estrenó una película para televisión basada en la serie llamada Big Time Movie que fue una de las más vistas en su semana de estreno tanto en Estados Unidos, Latinoamérica y Reino Unido.
El 6 de agosto de 2012, Nickelodeon renovó la serie para una tercera temporada de 13 episodios; mientras que la producción comenzó el 7 de enero de 2013. La cuarta y última temporada fue estrenada el 2 de mayo de 2013. El capítulo final de la serie, Big Time Dreams, se emitió el 25 de julio de 2013.

## Sinopsis
Kendall Knight (Kendall Schmidt), James Diamond (James Maslow), Logan Mitchell (Logan Henderson) y Carlos García (Carlos Pena, Jr.) son cuatro jugadores de hockey de Duluth (Minnesota) y mejores amigos desde niños, cada uno con diferente personalidad y sueños para el futuro. Quien tiene el sueño más grande y ambicioso de los cuatro es James, que es ir a Los Ángeles y convertirse en un cantante famoso. Apoyado por todos sus amigos, ellos aprovecharan cualquier oportunidad que tengan para alcanzar su sueño. Mientras tanto, Gustavo Rocque (Stephen Kramer Glickman) un famoso compositor, músico, y productor discográfico está buscando a quien podría ser su próxima gran estrella, y junto a su asistente Kelly Wainwright (Tanya Chisholm), organizan audiciones para encontrar al artista adecuado. La noticia de la audición llega a los oídos de James, quien con la ayuda de sus amigos audiciona, pero es rechazado por el impaciente y explosivo productor. 
Por si fuera poco, las cosas se complican aún más cuando Gustavo se muestra interesado en convertir a Kendall en su próxima celebridad a pesar de que este no audicionó intencionalmente y lo insultó al cantar un tema ofensivo llamado "The Giant Turd Song" (La canción del puerco). Sin faltar a la promesa que le hizo a su amigo, Kendall acepta la propuesta de Gustavo con la condición de que tanto James como Carlos y Logan fuesen convertidos en una banda de chicos. De manera desesperada y corto de tiempo, Gustavo acepta la propuesta. Los cuatro viajan a Los Ángeles para convertirse en celebridades. Una vez allí, los chicos no muestran ninguna disposición ni la habilidad que una banda de chicos requiere y acaban siendo despedidos por Gustavo. Mientras reflexionan sobre sus decisiones, los chicos finalmente se proponen a convertirse en cantantes al descubrir que en realidad son muy talentosos; juntos crean un nombre y una canción para su banda "Big Time Rush". Contando con la aprobación del jefe de Gustavo, Griffin, los chicos comienzan su aventura musical.

## Reparto

### Principales
- Kendall Schmidt como Kendall Knight, el más rebelde y testarudo del grupo, que a pesar de todo quiere profundamente a sus amigos y a su familia, tanto es así que si alguien hiere los sentimientos de alguno, él no duda en hacer todo lo necesario para defenderlos, Su sueño es conseguir una beca de hockey en la universidad y ser capitán de su propio equipo.
- James Maslow como James Diamond, es el egocéntrico y galán del grupo, y era el único que inicialmente soñaba con ser una estrella famosa de Hollywood cuando aún vivían en Minnesota. Su sueño es convertirse en solista, iniciar una carrera en el cine, y casarse con una super-modelo.
- Carlos Pena, Jr. como Carlos García, es el más inmaduro y divertido del grupo, que a veces puede llegar a ser demasiado ingenuo. Suele ser el tipo de persona que disfruta de la vida sin importarle lo que piensen los demás, Su sueño es tener una novia y hacer del mundo un lugar mejor como su padre que es policía.
- Logan Henderson como Logan Mitchell, es considerado el genio y la voz de la razón del grupo, es muy leal y fiel a sus amigos, pero tiende a entrar en pánico bajo presión y no le gusta romper las reglas, lo que provoca que en más de una ocasión se niegue a seguir los planes del grupo por temor a ser descubierto, Su sueño es convertirse en Doctor.
- Ciara Bravo como Katie Knight, la hermana menor de Kendall, aunque parece ser mucho más inteligente que él. Katie es muy ingeniosa, alborotadora y sabe cómo manipular a las personas, pero siempre parece estar dispuesta a ayudar a su hermano o a sus amigos cuando están en problemas.
- Stephen Kramer Glickman como Gustavo Rocque, un reconocido productor de bandas de los 90s y mánager de la banda, que al principio tiene cierta disputa con el grupo en especial con Kendall por siempre cuestionarlo en todo y ser algo prepotente con el, pero con el paso del tiempo el llega a tomarle afecto al grupo, llegando a ser buenos amigos.
- Tanya Chisholm como Kelly Wainwright (temporadas 2-4; recurrente temporada 1), la asistente personal de Gustavo y su mano derecha, ella tiende a ser muy afectiva con el grupo, Kelly no es alguien que sea intimidada muy fácilmente, a pesar de lidiar diariamente con el grupo. No se deja intimidar por el mal genio de Gustavo y casi siempre trata de hacer que este vea las cosas desde su punto de vista, o probar un punto.

### Recurrentes
- Challen Cates como Jennifer Knight, la madre de Kendall y Katie, que está al cuidado del grupo en Los Ángeles.
- Erin Sanders como Camille Roberts, una apasionada y alocada actriz que se mete demasiado en cada personaje que interpreta y la novia de Logan.
- Katelyn Tarver como Josephine Marie "Jo" Taylor, Actriz y estrella del programa "New Town High", que es novia de Kendall y mejor amiga de Camille.
- David Anthony Higgins como Reginald Bitters, el ambicioso Gerente de Palm Woods, quien tiene cierta rivalidad con el grupo.
- Matt Riedy como Arthur Griffin, el exigente y egocéntrico jefe de Gustavo, director ejecutivo y dueño de RCM-CBT GlobalNet Sanyoid.
- Daran Norris como Buddha Bob, el jardinero y conserje de Palm Woods.
- Malese Jow como Lucy Stone (temporadas 2-4), una joven amante del punk rock y el interés amoroso de James.
- Denyse Tontz como Jennifer 1, la primera de las Jennifers.
- Kelli Goss (temporadas 2-4) y Spencer Locke (temporada 1) como Jennifer 2, la segunda Jennifer.
- Savannah Jayde como Jennifer 3, la tercera Jennifer.
- Tucker Albrizzi como Tyler Duncan (temporadas 1-2), un niño actor y vecino del Palm Woods.
- Barnett O'Hara como Sujeto/Chico de la Guitarra.
- Stephen Keys como Tren de Carga (temporadas 1-2), el guardaespaldas de Gustavo.
- Lorenzo Lamas como Dr. Hollywood, el doctor local.
- Fabio Lanzoni como él mismo, un guapo actor, que tuvo un interés romántico con la señora Knight.
- Phil LaMarr como Hawk (temporadas 1-2), Un productor musical y el rival de Gustavo.
- David Cade como Jett Stetson (temporadas 2-4), la coestrella de Jo en el programa "New Town High" y rival de Kendall.
- Cristal Guel como Jay Jay (temporada 1)

### Estrellas invitadas
- Erik Estrada como Oficial García
- Lisa Rinna como Brooke Diamond
- Jill-Michele Meleán como Sylvia García
- Elizabeth Gillies como Heather Fox
- Holly Wortell como Joanna Mitchell
- Chris Masters como él mismo
- Lita Ford como ella misma
- JC Gonzalez como el mismo
- Dee Bradley Baker como Sr. Smitty
- Matthew Moy como Deue
- Sammy Jay Wren como Jenny Tinkler
- Curt Hansen como Dak Zevon
- Tom Kenny como Parche el Pirata
- Russell Brand como él mismo
- Cher Lloyd como ella misma
- Jordin Sparks como ella misma
- Miranda Cosgrove como ella misma
- Snoop Dogg como él mismo
- Chris Paul como él mismo
- Victoria Justice como ella misma
- Alexa Vega como ella misma
- Austin Mahone como él mismo

## Episodios
| Temp. | Temp.          | Episodios      | Estados Unidos           | Estados Unidos          | Latinoamérica            | Latinoamérica            | España                   | España                   |
| Temp. | Temp.          | Episodios      | Comienzo                 | Final                   | Comienzo                 | Final                    | Comienzo                 | Final                    |
| ----- | -------------- | -------------- | ------------------------ | ----------------------- | ------------------------ | ------------------------ | ------------------------ | ------------------------ |
|       | 1              | 20             | 28 de noviembre de 2009  | 20 de agosto de 2010    | 15 de abril de 2010      | 16 de diciembre de 2010  | 13 de agosto de 2010     | 15 de diciembre de 2010  |
|       | 2              | 29             | 25 de septiembre de 2010 | 28 de enero de 2012     | 21 de febrero de 2011    | 23 de mayo de 2012       | 1 de abril de 2011       | 18 de mayo de 2012       |
|       | Big Time Movie | Big Time Movie | 10 de marzo de 2012      | 10 de marzo de 2012     | 20 de septiembre de 2012 | 20 de septiembre de 2012 | 21 de septiembre de 2012 | 21 de septiembre de 2012 |
|       | 3              | 12             | 12 de mayo de 2012       | 10 de noviembre de 2012 | 19 de noviembre de 2012  | 19 de septiembre de 2013 | 2 de noviembre de 2012   | 28 de octubre de 2013    |
|       | 4              | 13             | 2 de mayo de 2013        | 25 de julio de 2013     | 26 de septiembre de 2013 | 20 de diciembre de 2013  | 4 de noviembre de 2013   | 16 de diciembre de 2013  |

## Película
A finales de 2011, Nickelodeon y Nickelodeon Movies confirmaron la producción de una película televisiva basada en la serie. Luego, la promoción oficial salió en febrero de 2012. La película fue estrenada el sábado 10 de marzo de 2012 a las 8/7pm. En su estreno original obtuvo 4.2 millones de espectadores, mientras que para sus repeticiones oficiales, la película terminó el fin de semana con 13.1 millones de espectadores totales.

## Producción
La serie fue concebida y creada por Scott Fellows, creador y productor ejecutivo de Manual de supervivencia escolar de Ned. Fellows ha dicho que su inspiración para el espectáculo fue la entretención, la diversión y la adrenalina en grande (tal como el nombre de la serie), y además de todo los problemas diarios que vivían las bandas en los años 90.

## Música
Big Time Rush es también una banda que formó parte de Nickelodeon Viacom Music Productions y consta de los cuatro miembros principales del elenco: Kendall Schmidt, James Maslow, Logan Henderson, y Carlos Pena Jr. Nickelodeon está asociado con Columbia Records/Epic Label Group quien produce el show, por lo que la música y instrumental está rodeando toda la trama de la serie. Big Time Rush debuta con el álbum B.T.R. que salió a la venta el 11 de octubre de 2010, meses antes de que la serie saliera al aire en Nick, vía Sony/Columbia Records. El segundo álbum fue llamado Elevate que salió a la venta el 21 de noviembre de 2011. Big Time Rush debutó la nueva canción "If I Ruled the World" ft. Iyaz en iTunes el 22 de julio. También han lanzado una serie de nuevas canciones comoMusic Sounds Better With  (feat. Mann), Love Me Love Me, You're Not Alone y Superstar. Lanzaron a la venta tres nuevas canciones "Paralyzed", "Blow Your Speakers" y "Epic" en 2012. 
Nickelodeon se asoció con Columbia/Epic Label Group para producir el espectáculo, que incorpora la música original en la serie. Big Time Rush es una de las tres series (las otras son iCarly y Victorious) en el que la red de cable se ha asociado con el grupo de música para promover la música, así como de espectáculos. El diario Los Angeles Times ha criticado el enfoque del programa en la música, y señaló:

Hay un ángulo de marketing, sin duda, el mismo cruce de las fuentes de ingresos que los poderes. "Big Time Rush", fue desarrollada con Sony Music específicamente para mover las unidades.

Los créditos finales en Nickelodeon de la serie contienen breves clips de vídeos musicales. En ocasiones, las versiones completas de los vídeos se ofrecen.
El programa incorpora risas y ruidos similares, música y edición de cortes diseñados para que sea más humorístico a la situación demográfica prevista de los telespectadores de edad de 10 a 18; esto también era típico de los trabajos anteriores del creador Scott Fellows en Nickelodeon. Big Time Rush hizo una aparición en los 2010 Nickelodeon's Kids' Choice Awards y en los 2011 Nickelodeon's Kids' Choice Awards, también apareció en un episodio de BrainSurge durante la semana del[18 al 22 de abril de 2011. El 24 de noviembre de 2011, el grupo interpretó el himno nacional en el Estadio de los Cowboys de la NFL en el juego de Acción de Gracias que fue transmitido por CBS. Big Time Rush ha producido 3 álbumes, B.T.R., Elevate y 24/Seven Más sencillos se estrenaron en 2012. En la película especial para televisión Big Time Movie, estuvieron cantando sencillos de "The Beatles" que fue lanzada el 10 de marzo de 2012.
En 2021, la banda anunció oficialmente su regreso a través de Twitter, después de su pausa indefinida en 2014, quienes realizarán dos shows en diciembre de 2021.

### Casting
El casting inició en 2007. Más de 1.500 adolescentes y adultos jóvenes audicionaron para los papeles. James Maslow y Logan Henderson fueron los primeros actores en ser elegidos para el programa, mientras que Kendall Schmidt fue el último. El papel de Schmidt era originalmente del actor Curt Hansen, e incluso llegó a filmar un episodio piloto y grabar dos canciones, pero los productores notaron que Hansen se veía mucho mayor que sus coestrellas y sonaba demasiado parecido a Maslow, por lo que finalmente decidieron reemplazarlo con Schmidt, por recomendación personal de Henderson. El rodaje de la serie comenzó en agosto de 2009. El actor Carlos Pena, Jr. ya había trabajado con Scott Fellows en Manual de supervivencia escolar de Ned. Mientras acababa de entrar en el Conservatorio de Boston para estudiar teatro musical, Pena se mostró muy activo en la audición, pero envió una cinta con el apoyo de su mánager. Fellows se inspiró en la personalidad de cada actor para escribir sus personajes.

### Locaciones
La serie fue filmada en el Studio 27 de Paramount Pictures en Hollywood, Los Ángeles, California. El Episodio Piloto de la serie Big Time Audition que fue un especial de una hora, de acuerdo al creador de la serie Scott Fellows si fue grabado en un suburbio de Duluth (Minnesota), el supermercado donde trabajaba Kendall, la escuela donde estudiaban los chicos y el teatro dónde fueron las audiciones, son Locaciones reales de la ciudad, ya que de acuerdo a los productores trataron de darle más realismo a la serie. Los demás episodios que se realizan en el ficticio Palm Woods si fueron grabados en Los Ángeles.

## Doblaje al español
En Latinoamérica originalmente el reparto iba a ser enteramente de Venezuela, pero por falta de voces juveniles, se requirió las voces de actores de doblaje en México, las cuales solo fueron las de James, Carlos y Logan.
| Personaje           | Actor de doblaje (Latinoamérica)          | Actor de doblaje (Latinoamérica) | Actor de doblaje (España)             | Temporada |
| ------------------- | ----------------------------------------- | -------------------------------- | ------------------------------------- | --------- |
| Kendall Knight      | Eder La Barrera                           | Bandera de Venezuela             | Álvaro Reina                          | 1-4       |
| James Diamond       | Alfredo Leal                              | Bandera de México                | Sergio García Marín                   | 1-2       |
| James Diamond       | Ricardo Bautista                          | Bandera de México                | Sergio García Marín                   | 2-4       |
| Carlos García       | Miguel Ángel Leal                         | Bandera de México                | Adolfo Moreno                         | 1-4       |
| Logan Mitchell      | Víctor Ugarte                             | Bandera de México                | Ricardo Escobar                       | 1-4       |
| Gustavo Rocque      | Héctor Indriago                           | Bandera de Venezuela             | Alejandro "Peyo" García               | 1-4       |
| Kelly Wainright     | Lidia Abautt                              | Bandera de Venezuela             | Beatriz Berciano                      | 1         |
| Kelly Wainright     | Stephany Villarroel                       | Bandera de Venezuela             | Beatriz Berciano                      | 1-4       |
| Katie Knight        | Leisha Medina                             | Bandera de Venezuela             | Carmen Podio                          | 1-4       |
| Créditos técnicos   |                                           |                                  |                                       |           |
| Estudio de doblaje  | Etcétera Group Caracas, Venezuela         | Bandera de Venezuela             | SOUNDUB (Madrid, Barcelona, Santiago) |           |
| Estudio de doblaje  | DAT Doblaje Audio Traducción México, D.F. | Bandera de México                | SOUNDUB (Madrid, Barcelona, Santiago) |           |
| Director de doblaje | Walter Véliz                              | Bandera de Venezuela             | Fernando de Luis                      |           |
| Director de doblaje | Miguel Ángel Flores                       | Bandera de México                | Fernando de Luis                      |           |
| Traductor           |                                           |                                  | Fernando de Luis                      |           |
| Adaptador           |                                           |                                  | Fernando de Luis                      |           |

## Recepción

### Espectadores
El especial de una hora como un pre-visto oficial llamado "Big Time Audition" (piloto de la serie) debutó en Nickelodeon el 28 de noviembre de 2009, después de un nuevo episodios de iCarly llamado "iMove Out" ("El Nuevo Hogar") con un total de 3.6 millones de espectadores. La serie se inició oficialmente el 18 de enero de 2010 obteniendo en su episodio piloto un total de casi 3.9 millones de espectadores, esta audiencia está registrada como la mayor audiencia de un episodio piloto para una serie en imagen real de Nickelodeon.

### Crítica
El show ha recibido críticas mixtas y positivas. Pittsburgh Post-Gazette declaró que el show fue "el intento de Nick en la construcción de Jonas Brothers, banda de pop de estilo en la respuesta de Nick a Disney Channel, JONAS, aunque ligeramente menos unidos, ya que ellos son hermanos", aunque califico que la serie Big Time Rush era más realista y con mejor argumento que la serie de JONAS Hartford Courant declaró a la serie como "buen show, su fantasía pop genera comedia". Boston Globe declaró al espectáculo como "un ejemplo de una lista cada vez mayor de niños que muestra vendiendo fantasías del mundo del espectáculo para niños. El género es más fuerte que nunca ahora y más obsesionado con los beneficios de un estilo de vida glamoroso en Hollywood... Ojalá cumplimiento en un momento en que los sueños son sensacionalistas omnipresente".